# Ochota
Ochota es un barrio  de Varsovia. Es el noveno barrio con más habitantes de Varsovia y uno de los más densamente poblados. El barrio de Ochota está situado en la parte central de la aglomeración urbana de la capital polaca. El nombre de "Ochota" viene de la antigua posada "Ochota", que fue probablemente un bar en donde hoy es la calle Kaliska (en polaco: Ulicy Kaliskiej).

## Historia
Ochota ya era mencionada desde 1238, y durante mucho tiempo Ochota fue un recinto real para nobles. Gracias a ellos hicieron de Ochota el centro histórico de Varsovia. Entre lo que construyeron está La Ruta real, Cracovia Highway y Nueva Jerusalén Road, una de las calles más importantes de Varsovia. En Ochota se construyó entre 1840 y 1848 la estación de ferrocarril que conecta a Varsovia con Viena.
La zona empezó a desarrollarse y a industrializarse en el siglo XIX, también se contribuyó aquí en 1886 el Hospital, haciendo de Ochota el barrio más glamuroso de Varsovia. Durante la Segunda Guerra Mundial no hubo daños en Ochota, pero tuvo aquí la segunda mayor masacre después de la de Wola, la masacre de Ochota. Después de la guerra se crearon muchos edificios residenciales, haciendo de un barrio honesto en plena Varsovia.